# Bucculatrix infans
Bucculatrix infans — вид лускокрилих комах родини кривовусих крихіток-молей (Bucculatricidae).

## Поширення
Вид поширений на Балканському півострові, в Туреччині та Україні.

## Опис
Розмах крил 7-8 мм.

## Спосіб життя
Метелики літають у червні-липні. Личинки живляться листям волошки виду Centaurea triniifolia. Гусениці раннього віку мінують листя. Личинки старшого віку поїдають листя ззовні. Гусінь оливково-зеленого кольору.